# 한신 경마장
한신 경마장(일본어: 阪神競馬場 한신케이바조[*], 영어: Hanshin Racecourse)은 일본 효고현 다카라즈카시에 위치한 경마장이다. 경마장 인근의 철도역인 니가와역의 이름을 따서 니가와 경마장(일본어: 仁川競馬場)이라고도 불린다.

## 주요 경주
| 월      | 경주            | 거리    | 나이/성별     |
| Grade I | Grade I         | Grade I | Grade I       |
| ------- | --------------- | ------- | ------------- |
| 3~4월   | 오사카배        | 2000m   | 4세 이상 오픈 |
| 4월     | 앵화상          | 1600m   | 3세 암말      |
| 6~7월   | 다카라즈카 기념 | 2200m   | 3세 이상 오픈 |